# Botanischer Garten Batumi

Arboretum des Botanischen Gartens in Batumi

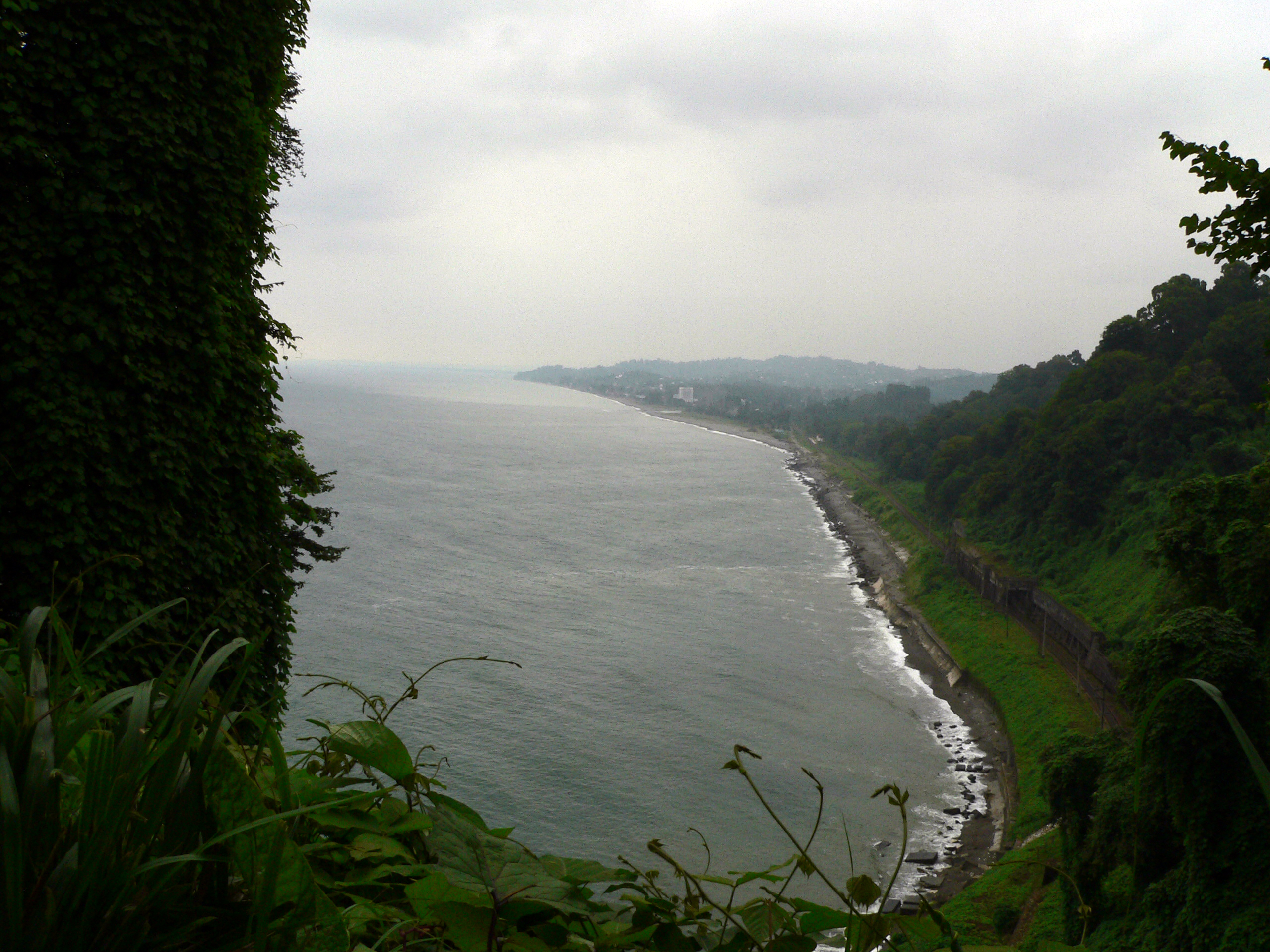
Blick vom Botanischen Garten auf das Schwarze Meer

Der Botanische Garten Batumi (georgisch ბათუმის ბოტანიკური ბაღი) der Georgischen Akademie der Wissenschaften ist mit 114 Hektar der zweitgrößte in Georgien. Er wurde am 3. November 1912 gegründet und gehört seit 1950 zur Akademie. Seit 2006 ist er eine eigenständige Einrichtung.
Der Garten liegt neun Kilometer nördlich von Batumi am Grünen Kap, unmittelbar am Schwarzen Meer. Er erstreckt sich vom Meeresspiegel bis auf mehr als 100 Meter entlang einer steilen Hügelkette. Wege und Terrassen bieten spektakuläre Ausblicke über die Bucht von Batumi. Das subtropische Klima der Region ist den Pflanzen besonders zuträglich.
Der Garten wurde in den 1880er Jahren vom russischen Botaniker Andrei Krasnow (1862–1914) eingerichtet. Ihm zur Seite standen der georgische Gärtner Iason Gordesiani und sein französischer Kollege D'Alphonse. Als Krasnow 1914 starb, wurde er im Garten begraben und zu seinen Ehren eine Statue errichtet.
Während der Sowjet-Zeit wurde der Garten weiter vergrößert und entwickelt. Seit 1925 ist er eine Haupt-Institution für das Studium der kaukasischen maritimen subtropischen Kulturen.
Der Garten beherbergt über 5.000 Arten in neun Abteilungen. Das Arboretum zählt 3.270 Baumarten. Es ist in acht verschiedene Bereiche gegliedert: Transkaukasien, Mittelmeer, Ostasien, Himalaja, Nordamerika, Mexiko, Südamerika und Australien. Besonders groß ist die Eukalyptus-Sammlung. Der Garten besitzt 60 verschiedene Arten dieser Myrtengewächse, viele davon sehr alt und hoch gewachsen. Die in Georgien weitverbreitete Palme ist mit 17 Arten vertreten. Bambus ist in dichten Hainen gepflanzt. Der Bambus Phyllostachys pubescens, der in Mitteleuropa normalerweise nur etwa sieben Meter hoch wächst, erreicht dort bis zu 20 Meter.
Im Winter blühen im subtropischen Klima Pflanzenarten, deren Blühzeit normalerweise im Frühjahr oder Sommer liegt. Dazu zählen das Woronow-Schneeglöckchen (Galanthus woronowii), das Rizasee-Schneeglöckchen (Galanthus rizehensis), das Breitblättriges Schneeglöckchen (Galanthus platyphyllus) und das nach dem ersten Direktor des Botanischen Gartens, Professor Krasnow, benannte Krasnov-Schneeglöckchen (Galanthus krasnovii).
Der Botanische Garten Batumi besitzt ein Forschungsinstitut mit drei Abteilungen, die sich um Natur- und Pflanzenschutz, Florendiversität und Selektion kümmern. Die Forschungsergebnisse werden im Bulletin of Batumi Botanical Gardens in georgischer Sprache veröffentlicht. Direktor des Botanischen Gartens ist Wano Papunidse.
Der Botanische Garten hat etwa 100 Mitarbeiter. Um in wirtschaftlich schwierigen Zeiten das Auskommen der Mitarbeiter zu sichern, wurden im Garten Tee-, Orangenplantagen und Gemüsegärten angepflanzt. Außerdem werden dort Kühe, Schweine und Hühner gehalten. Für die Öffentlichkeit stehen im Garten Fußballfelder und Picknick-Zonen zur Verfügung.